# Christoph Perwanger
Christoph Perwanger, né vers 1700 au Tyrol et mort avant 1767, probablement 1764 à Memel, est un sculpteur actif en Prusse ainsi qu'en Varmie.

## Biographie
Les dates exactes de la vie de Perwanger ne sont pas connues. Originaire du Tyrol, il est brasseur de formation,. Perwanger s'installe définitivement à Tolkemit, d'où il exerce son « activité artistique vivante ». On ne sait pas exactement quand Perwanger arrive d'Autriche à Tolkemit, qui appartient à l'époque à la Prusse et est situé dans la Lagune de la Vistule. Il existe des preuves documentaires que Perwanger vit à Tolkemit entre 1741 et 1761,. Il est possible, cependant, qu'il vit à Tolkemit dès 1735 ou 1738/1739,.
En plus de la sculpture, il travaille également comme brasseur à Tolkemit. À partir de mai 1742, Perwanger est membre de la confrérie du Tolkemiter Mälzenbräuerzunft, dont il est membre du conseil d'administration dans les années 1746 et 1756. En 1758 il est élu maire de la ville de Tolkemit.
En novembre 1741, il épouse Elisabeth Feldkeller, la veuve du citoyen de Tolkemit, Peter Feldkeller (mort en 1740). Sa femme meurt en décembre 1759 (selon d'autres sources déjà en 1758) sans lui avoir donné un enfant ou un héritier,. En janvier 1760, il se marie pour la deuxième fois à Tolkemite ; il épouse Dorothea Meschel, la fille d'un citoyen mort de Tolkemite. De ce mariage naît un fils (mort en 1761) qui est baptisé sous le nom de "Johann Christopherus". Le baptême du fils représente la dernière mention de Perwanger dans les livres paroissiaux de Tolkemite. En 1761, il aurait quitté Tolkemit et vécu peu de temps à "Królewiec" (peut-être à Königsberg), où il travaille comme stucateur et sculpteur. L'Allgemeines Künstlerlexikon indique que l'année de sa mort est 1764 et Memel (Klaipėda) comme lieu de sa mort,. Dans le livre de la guilde de Mälzenbräuer en 1767 il existe le passage que Perwanger était « déjà réuni aux pères ».
La date exacte de la mort de Perwanger est encore inconnue. Toutefois, il est en grande partie certain qu'il est mort avant 1767. Selon d'autres sources, Perwanger s'installe à Rößel vers la fin de sa vie, où il serait mort en 1785.